# Социјалистичка партија Румуније
Социјалистичка партија Румуније (румунски: Partidul Socialist Român) је политичка партија у Румунији формирана као Партија социјалистичког савеза (PAS) у 2003. развила се из Социјалистичке партије рада (PSM) који се успротивио спајању ПСМ са Социјалдемократском партијом (PSD) у јулу 2003 и желела је да ПСМ настави као социјалистичка партија. Румунске власти нису признале ову групу као део ПСМ-а, и уместо тога је добила назив Партија социјалистичког савеза.
Након што је апсорбовао Странку уједињене левице 2009 године, странка се припојила Социјалистичкој алтернативној партији крајем 2013. Крајем 2014, спојена странка променила је име у Социјалистичка партија Румуније, замењујући истоимену странку која је постојала од 2013. Нерегистрована данашња Румунска комунистичка партија (PCR; која је од тада стекла регистрацију након што је променила име у Комунитарна партија Румуније) је тврдио да је СПР псеудокомунистичка партија.
Тадашњи ПАС одлучио је да се преименује у Комунистичку партију Румуније на ванредном конгресу странке у јулу 2010. године, стављајући се у традицију истоимене партије основане 1921. Међутим, трибунал у Букурешту је одбио преименовање.
У 2013. години освојио је 34 локална места. Странку води Национални комитет од 165 чланова, Одбор за директиве од 60 чланова и Извршни биро од 60 чланова. СПР је био један од оснивача Партије европске левице.

## Изборна историја

### Законодавни избори
| Ибори | Комора                                                      | Комора                                               | Комора        | Сенат   | Сенат | Сенат         | Позиција                                                             | Последица                                                           |
| Ибори | Гласови                                                     | %                                                    | Локална места | Гласови | %     | Локална места | Позиција                                                             | Последица                                                           |
| ----- | ----------------------------------------------------------- | ---------------------------------------------------- | ------------- | ------- | ----- | ------------- | -------------------------------------------------------------------- | ------------------------------------------------------------------- |
| 2004  | 28,429                                                      | 0.28                                                 | 0 / 332       | 37,019  | 0.36  | 0 / 137       | петнаести (као PAS)                                                  | Ванпарламентарна опозиција влади ДА-ПУР-УДМР (2004–2007)            |
| 2004  | 28,429                                                      | 0.28                                                 | 0 / 332       | 37,019  | 0.36  | 0 / 137       | Ванпарламентарно противљење мањинској влади ПНЛ-УДМР (2007–2008)     |                                                                     |
| 2008  | није учествовала                                            | Ванпарламентарна опозиција влади ПДЛ-ПСД (2008–2009) |               |         |       |               |                                                                      |                                                                     |
| 2008  | Ванпарламентарно противљење влади ПДЛ-УНПР-УДМР (2009–2012) |                                                      |               |         |       |               |                                                                      |                                                                     |
| 2008  | Ванпарламентарна опозиција влади УСЛ (2012)                 |                                                      |               |         |       |               |                                                                      |                                                                     |
| 2012  | 2,331                                                       | 0.03                                                 | 0 / 412       | 2,171   | 0.03  | 0 / 176       | девети                                                               | Ванпарламентарна опозиција влади УСЛ (2013–2014)                    |
| 2012  | 2,331                                                       | 0.03                                                 | 0 / 412       | 2,171   | 0.03  | 0 / 176       | Ванпарламентарна опозиција влади ПСД-УНПР-УДМР-ПЦ (2014)             |                                                                     |
| 2012  | 2,331                                                       | 0.03                                                 | 0 / 412       | 2,171   | 0.03  | 0 / 176       | Ванпарламентарна опозиција влади ПСД-УНПР-АЛДЕ (2014–2015)           |                                                                     |
| 2012  | 2,331                                                       | 0.03                                                 | 0 / 412       | 2,171   | 0.03  | 0 / 176       | Ванпарламентарна опозиција технократском кабинету Циолос (2015–2017) |                                                                     |
| 2016  | 24,580                                                      | 0.35                                                 | 0 / 329       | 32,808  | 0.47  | 0 / 136       | једанаести                                                           | Ванпарламентарна подршка влади ПСД-АЛДЕ (2017–2019)                 |
| 2016  | 24,580                                                      | 0.35                                                 | 0 / 329       | 32,808  | 0.47  | 0 / 136       | Ванпарламентарно противљење мањинској влади ПСД (2019)               |                                                                     |
| 2016  | 24,580                                                      | 0.35                                                 | 0 / 329       | 32,808  | 0.47  | 0 / 136       | Ванпарламентарна опозиција мањинској влади ПНЛ (2019.-2020)          |                                                                     |
| 2020  | 19,693                                                      | 0.33                                                 | 0 / 330       | 23,093  | 0.39  | 0 / 136       | дванаести                                                            | Ванпарламентарна опозиција влади ПНЛ-УСР-ПЛУС-УДМР (2020. до данас) |

### Локални извори
| Избори | Окружни одборници (ЦЈ) | Окружни одборници (ЦЈ) | Окружни одборници (ЦЈ) | Градоначелници | Градоначелници | Градоначелници | Локални одборници (ЦЛ) | Локални одборници (ЦЛ) | Локални одборници (ЦЛ) | Народно гласање | %   | Позиција      |
| Избори | Гласови                | %                      | Локална места          | Гласови        | %              | Локална места  | Гласови                | %                      | Локална места          | Народно гласање | %   | Позиција      |
| ------ | ---------------------- | ---------------------- | ---------------------- | -------------- | -------------- | -------------- | ---------------------- | ---------------------- | ---------------------- | --------------- | --- | ------------- |
| 2020   | 3,223                  | 0.04                   | 0 / 1,340              | 817            | 0.01           | 0 / 3,176      | 1,361                  | 0.02                   | 3 / 39,900             | N/A             | N/A | педесет други |

### Председнички избори
| Избори | Кандидати         | Прва рунда       | Прва рунда       | Прва рунда       | Друга рунда        | Друга рунда        | Друга рунда        |
| Избори | Кандидати         | Гласови          | Проценат         | Позиција         | Гласови            | Проценат           | Позиција           |
| ------ | ----------------- | ---------------- | ---------------- | ---------------- | ------------------ | ------------------ | ------------------ |
| 2004   | нису учествовали  | нису учествовали | нису учествовали | нису учествовали | нису учествовали   | нису учествовали   | нису учествовали   |
| 2009   | Константин Ротару | 43,684           | 0.45%            | девети           | нису квалификовани | нису квалификовани | нису квалификовани |
| 2014   | Константин Ротару | 28,805           | 0.30%            | тринаести        | нису квалификовани | нису квалификовани | нису квалификовани |
| 2019   | нису учествовали  | нису учествовали | нису учествовали | нису учествовали | нису учествовали   | нису учествовали   | нису учествовали   |

### Европски избори
| Избори | Гласови          | Проценат         | MEP              | Позиција            | ЕУ Партија | ЕП Група |
| ------ | ---------------- | ---------------- | ---------------- | ------------------- | ---------- | -------- |
| 2007   | 28,484           | 0.55%            | 0 / 35           | тринаести (као PAS) | PEL        | —        |
| 2009   | нису учествовали | нису учествовали | нису учествовали | нису учествовали    | PEL        | —        |
| 2014   | нису учествовали | нису учествовали | нису учествовали | нису учествовали    | PEL        | —        |
| 2019   | 40,135           | 0.44%            | 0 / 32           | четрнаести          | PEL        | —        |